# Пшигодзице
Пшигодзице (пол. Przygodzice) — село в Польщі, у гміні Пшигодзице Островського повіту Великопольського воєводства.
Населення — 2534 особи (2011).

## Демографія
Демографічна структура станом на 31 березня 2011 року:
|          | Загалом | Допрацездатний вік | Працездатний вік | Постпрацездатний вік |
| -------- | ------- | ------------------ | ---------------- | -------------------- |
| Чоловіки | 1240    | 279                | 843              | 118                  |
| Жінки    | 1294    | 284                | 756              | 254                  |
| Разом    | 2534    | 563                | 1599             | 372                  |